# Pilou Asbæk
Pilou Asbæk, (AFI: [pʰiˈlu ˈæspek]),  all'anagrafe Johan Philip Asbæk (Copenaghen, 1º marzo 1982), è un attore danese.

## Biografia
Figlio di Maria Patricia e Jacob A. Asbæk, proprietari della galleria d'arte Galerie Asbæk a Copenaghen. Ha due fratelli maggiori: Thomas, consulente d'arte, e Martin, proprietario della galleria d'arte Martin Asbæk Gallery. Nel 2009 fa una comparsa in un episodio della serie televisiva danese The Killing. L'anno successivo interpreta Rune, nel film campione di critica, R, ambientato in un carcere di massima sicurezza. Per la sua performance, Asbæk vince il Robert Award dalla Danish Film Academy.
Dal 2010 al 2013 interpreta lo spin doctor Kasper Juul in Borgen - Il potere, che racconta la storia di Birgitte Nyborg, una politica carismatica che inaspettatamente diventa il primo ministro donna di Danimarca. Successivamente interpreta, per 7 episodi, Paolo Orsini nella serie televisiva I Borgia. Nel 2012 è tra i protagonisti di A Hijacking, docufilm sui pirati somali, diretto da Tobias Lindholm e presentato alla 69ª Mostra internazionale d'arte cinematografica di Venezia. Nel 2014, accanto all'attrice Scarlett Johansson, interpreta Richard nel film Lucy, diretto da Luc Besson. Lo stesso anno, ha presentato, insieme a Lise Rønne e Nikolaj Koppel, l'Eurovision Song Contest.
Alla quarta collaborazione con il regista Tobias Lindholm, Asbæk interpreta nel 2015 un soldato in Afghanistan in Krigen, il film viene presentato alla 72ª Mostra internazionale d'arte cinematografica di Venezia e riceve una candidatura all'Oscar al miglior film in lingua straniera nel 2016. Nel 2016 affianca Jack Huston e Morgan Freeman nel film remake di Ben-Hur, dove interpreta Ponzio Pilato, e l'anno successivo è nel film Ghost in the Shell (diretto da Rupert Sanders), adattamento cinematrafico live-action dell'omonima serie manga e anime, nel ruolo di Batou. Dal 2016 al 2019 ha interpretato il ruolo di Euron Greyjoy nella serie televisiva Il Trono di Spade. Nell'aprile 2021 ha ottenuto il ruolo del villain Kordax nel quindicesimo e ultimo film del DC Extended Universe Aquaman e il regno perduto, diretto da James Wan, uscito nelle sale il 22 dicembre 2023. Poi, nel 2022 interpreta Gage, un mercenario al servizio di Roman in una scena dopo i titoli di coda del film Uncharted (diretto da Ruben Fleischer).

### Vita privata
È sposato con la drammaturga Anna Bro, con cui ha una relazione dal 2008. La coppia ha una figlia, Agnes, nata nel 2012.

## Filmografia

### Cinema
- The Whistleblower, regia di Larysa Kondracki (2010)
- R, regia di Tobias Lindholm (2010)
- A Hijacking, regia di Tobias Lindholm (2012)
- Lucy, regia di Luc Besson (2014)
- The Absent One - Battuta di caccia (Fasandræberne), regia di Mikkel Nørgaard (2014)
- Krigen, regia di Tobias Lindholm (2015)
- Ben-Hur, regia di Timur Bekmambetov (2016)
- The Great Wall, regia di Zhang Yimou (2016)
- Ghost in the Shell, regia di Rupert Sanders (2017)
- Woodshock , regia di  Kate Mulleavy e Laura Mulleavy (2017)
- Overlord, regia di Julius Avery (2018)
- Outside the Wire, regia di Mikael Håfström (2021)
- Uncharted, regia di Ruben Fleischer (2022)
- Samaritan, regia di Julius Avery (2022)
- Project X-Traction (Hidden Strike), regia di Scott Waugh (2023)
- Aquaman e il regno perduto (Aquaman and the Lost Kingdom), regia di James Wan (2023)
- Le notti di Salem (Salem's Lot), regia di Gary Dauberman (2024)

### Televisione
- The Killing (Forbrydelsen) – serie TV, 2x03 (2009)
- Borgen - Il potere (Borgen) – serie TV, 29 episodi (2010-2013)
- I Borgia (The Borgias) – serie TV, 7 episodi (2013)
- 1864 - serie TV, 8 episodi (2014)
- Il Trono di Spade (Game of Thrones) – serie TV, 9 episodi (2016-2019)
- The Investigation (Efterforskningen) – miniserie TV, 6 puntate (2020)
- Fondazione (Foundation) – serie TV (2025)

### Doppiatore
- Twilight of the Gods - serie animata (2024)

## Doppiatori italiani
Nelle versioni in italiano delle opere in cui ha recitato, Pilou Asbæk è stato doppiato da:
- Gabriele Sabatini in Ben-Hur, Ghost in the Shell, Overlord, Samaritan, Le notti di Salem
- Francesco Pezzulli in Borgen - Il potere, The Investigation, Project X-Traction
- Christian Iansante in Lucy, Run Sweetheart Run
- Maurizio Merluzzo ne I Borgia
- Stefano Alessandroni ne Il Trono di Spade
- Edoardo Stoppacciaro in Outside the Wire
- Francesco De Francesco in Uncharted
- Antonino Saccone in Aquaman e il regno perduto